# Monthly Comic Garden
Monthly Comic Garden (月刊コミックガーデン, Gekkan komikku gāden), parfois abrégé Comic Garden, est un magazine de prépublication de mangas mensuel de type shōnen crée par l'éditeur Mag Garden le 1er septembre 2014, prenant la suite du magazine Monthly Comic Blade disparu en juillet 2014.